# Traktat z Maastricht

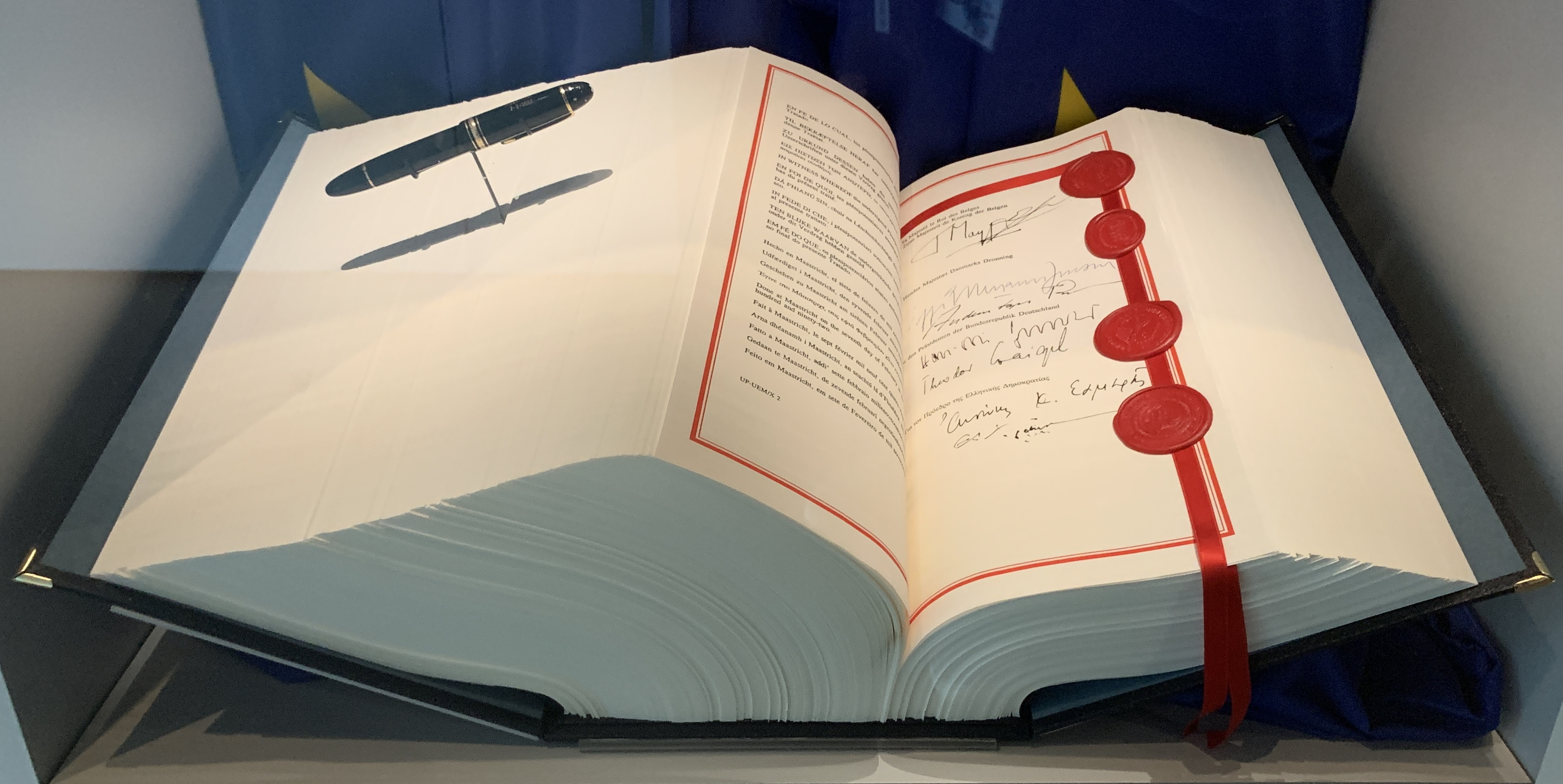
Egzemplarz traktatu w bawarskim muzeum historii

Traktat z Maastricht, oficjalnie Traktat o Unii Europejskiej (fr. Traité sur l'Union européenne, ang. Treaty on European Union), TUE – umowa międzynarodowa parafowana 11 grudnia 1991, podpisana 7 lutego 1992 w Maastricht w Holandii. 
TUE wszedł w życie 1 listopada 1993 roku po przeprowadzonych referendach w 12 krajach członkowskich. Został zmieniony postanowieniami umów z Amsterdamu, Nicei i Lizbony.

## Główne cele i postanowienia
- umocnienie spójności gospodarczej i społecznej (kohezji)
- utworzenie Unii Gospodarczej i Walutowej
- wprowadzenie wspólnej waluty euro od 1 stycznia 1999 roku
- określenie kryteriów konwergencji
- potwierdzenie tożsamości Unii na arenie międzynarodowej
- prowadzenie wspólnej polityki zagranicznej
- prowadzenie wspólnej polityki bezpieczeństwa
- wzmocnienie ochrony praw człowieka i swobód obywatelskich
- wzmocnienie ochrony interesów obywateli państw członkowskich
- ustanowienie obywatelstwa Unii Europejskiej
- rozwój współpracy w dziedzinie wymiaru sprawiedliwości
- rozwój współpracy w dziedzinie spraw wewnętrznych.

Traktat ustanowił Unię Europejską (UE) opartą na 3 filarach:
- Wspólnota Europejska, Europejska Wspólnota Węgla i Stali i Euratom
- wspólna polityka zagraniczna i bezpieczeństwa (WPZiB)
- współpraca policyjna i sądowa w sprawach karnych.

Traktat był rezultatem kompromisu pomiędzy zwolennikami integracji ponadnarodowej i międzynarodowej. Dlatego też status podmiotu w prawie międzynarodowym nie został przyznany II i III filarowi (wspólnoty europejskie posiadały go na mocy postanowień wcześniejszych traktatów). I filar został oparty na działaniach ponadnarodowych (instytucje WE są w stanie ingerować w wewnętrzne porządki prawne państw członków), natomiast filary II i III opierają się na klasycznej współpracy międzyrządowej.
Ponadto traktat zawierał postanowienia dotyczące realizacji Unii Gospodarczej i Walutowej.
Ustalono też nowe ramy instytucjonalne UE: Radę Europejską, Radę Unii Europejskiej (dawniej: Rada Ministrów), Komisję Europejską (dawniej: Komisja Wspólnot Europejskich), Parlament Europejski oraz Trybunał Sprawiedliwości i Europejski Trybunał Obrachunkowy, które pozostały trybunałami wspólnot europejskich. Powołano też nowy organ opiniodawczo-doradczy o nazwie Komitet Regionów, obok istniejącego już Komitetu Ekonomiczno-Społecznego.

## Struktura
Wersja obowiązująca zawiera preambułę oraz 55 artykułów zgrupowanych w sześciu tytułach.
- Tytuł I Postanowienia wspólne (art. 1–8);
- Tytuł II Postanowienia o zasadach demokratycznych (art. 9–12);
- Tytuł III Postanowienia o instytucjach (art. 13–19);
- Tytuł IV Postanowienia o wzmocnionej współpracy (art. 20);
- Tytuł V Postanowienia ogólne o działaniach zewnętrznych Unii i postanowienia szczególne dotyczące wspólnej polityki zagranicznej i bezpieczeństwa (art. 21–46);
- Tytuł VI Postanowienia końcowe (art. 47–55).

## Daty i formy zatwierdzenia traktatu
| Lp. | Państwo         | Podmiot zatwierdzający: | Data przyjęcia traktatu: |
| --- | --------------- | ----------------------- | ------------------------ |
| 1.  | Austria         | referendum              | 12 czerwca 1994          |
| 2.  | Belgia          | parlament               | 4 listopada 1992         |
| 3.  | Dania           | referendum              | 18 maja 1993             |
| 4.  | Finlandia       | referendum              | 16 października 1995     |
| 5.  | Francja         | referendum              | 20 września 1992         |
| 6.  | Grecja          | parlament               | 31 lipca 1992            |
| 7.  | Hiszpania       | parlament               | 25 listopada 1992        |
| 8.  | Holandia        | parlament               | 12 listopada 1992        |
| 9.  | Irlandia        | parlament               | 17 czerwca 1992          |
| 9.  | Irlandia        | referendum              | 4 listopada 1992         |
| 10. | Luksemburg      | parlament               | 2 lipca 1992             |
| 11. | Niemcy          | parlament               | 2 grudnia 1992           |
| 12. | Portugalia      | parlament               | 10 grudnia 1992          |
| 13. | Szwecja         | referendum              | 13 listopada 1994        |
| 14. | Wielka Brytania | parlament               | 2 sierpnia 1993          |
| 15. | Włochy          | parlament               | 29 października 1992     |

- Norwegia – Norwegowie w referendum z dnia 28 listopada 1994 odrzucili traktat o przystąpieniu do UE.